# Gustav Baráček
Gustav Baráček (7. září 1912 – 22. října 1988) byl český a československý politik Komunistické strany Československa a poslanec Národního shromáždění ČSR.

## Biografie
Ve volbách roku 1948 byl zvolen do Národního shromáždění za KSČ ve volebním kraji Jihlava. Zasedal zde do konce funkčního období, tedy do voleb do Národního shromáždění roku 1954.
Po roce 1948 je uváděn jako předseda Okresního národního výboru ve Znojmě (na jaře 1950 ho na tomto postu nahradil František Frýbort) a pak předseda Okresního výboru KSČ ve Znojmě. V roce 1951 byl v souvislosti s vnitrostranickým hledáním nepřítele v důsledku procesu s jihomoravským funkcionářem Otto Šlingem obviňován z autoritářského způsobu vedení. Byla mu vyčítána i údajná spekulace s dobytkem za Protektorátu a také, že prý umožňuje lidem přecházet státní hranici do Rakouska. Kritika směřovala i na jeho bratrance, rovněž regionálního politika KSČ, Františka Baráčka. V roce 1952 ale Krajský výbor KSČ rozhodl, že bude uspořádána schůze, kde krajští i okresní funkcionáři tyto spekulace vyvrátí a Gustav Baráček bude očištěn.